# Aleksandrowka (rejon smoleński)
Aleksandrowka (ros. Александровка) – wieś (ros. деревня, trb. dieriewnia) w zachodniej Rosji, w osiedlu wiejskim Michnowskoje rejonu smoleńskiego w obwodzie smoleńskim.

## Geografia
Miejscowość położona jest nad rzeką Jasiennaja, 2,5 km od drogi federalnej R120 (Orzeł – Briańsk – Smoleńsk – Witebsk), 13,5 km od drogi magistralnej M1 «Białoruś», 2 km od centrum administracyjnego osiedla wiejskiego (Michnowka), 5 km od Smoleńska, 5 km od najbliższego przystanku kolejowego (Dacznaja I).
W granicach miejscowości znajdują się ulice: Ługowaja, Krasninskoje szossieje, Lesnoj pierieułok, Nowyj pierieułok, Parkowaja, Prigorodnaja, Riecznaja, Smolenskij pierieułok.

## Demografia
W 2010 r. miejscowość zamieszkiwały 152 osoby.